# Гамма-дефектоскопія
Гамма-дефектоскопія (рос. гамма-дефектоскопия; англ. industrial gamma (-ray) radiography, gamma-ray inspection, gamma-ray testing; нім. Gamma–Defektoskopie f) – сукупність методів виявлення дефектів матеріалів і виробів за допомогою гамма-апарата. Це метод дефектоскопії, що ґрунтується на просвічуванні виробів гамма-промінням. Наявність дефектів встановлюють за інтенсивністю гамма-випромінювання радіоакт. ізотопів, що пройшло крізь дефектні і бездефектні місця. Для вимірювання інтенсивності гамма-випромінювання використовують такі методи Г.-д.: фоторадіографічний (найпоширеніший), іонізаційний, ксерографічий і телевізійний. Г.-д. застосовують у судно- і авіабудуванні, металургії, на будівництві нафто- і газопроводів тощо.